# Epicedia trimaculata
Epicedia trimaculata är en skalbaggsart som först beskrevs av Louis Alexandre Auguste Chevrolat 1856.  Epicedia trimaculata ingår i släktet Epicedia och familjen långhorningar. Inga underarter finns listade i Catalogue of Life.